# Jordy van Loon
Jordy van Loon (Voorburg, 16 juni 1993) is een Nederlands zanger van Nederlandstalige muziek. Door de korte tijd die Jordy van Loon in de schijnwerpers stond, is hij ook wel als eendagsvlieg omschreven.

## Biografie
In 2006 gaf een tante hem op voor een wedstrijd bij Omroep West. Hij won de wedstrijd en zong samen met Frans Bauer het nummer Hé lekker ding tijdens een meet-and-greet. Later trad hij op in het televisieprogramma Mooi! Weer De Leeuw. Een van zijn leraren had een wens ingestuurd: hij wilde graag dat Van Loon letterlijk achter het behang geplakt zou worden. Terwijl dit ten uitvoer werd gebracht, zong Van Loon het nummer Het Dorp van Wim Sonneveld.
Producent Jan Adriaan Zwarteveen schreef voor Van Loon het lied Verliefdheid (is een toverbal). De melodie van het nummer is gebaseerd op het lied Papaveri e papere van Nilla Pizzi uit 1952. In november 2008 werd het nummer als single uitgebracht. Van Loon bereikte hiermee de eerste positie in de Single Top 100 en de Top Serious Request. De single was tevens het anthem van Serious Request 2008. De clip van het nummer is maar liefst meer dan 5.000.000 keer bekeken. Dj Armin van Buuren maakte tijdens Serious Request 2008 in een nacht een remix van de single. Dj Goldfinger maakte eveneens een plaat met de melodie van het nummer. Dit nummer werd later een van de vaste tunes in het Mandemakers Stadion wanneer thuisploeg RKC Waalwijk een doelpunt maakte. Pas in
maart 2017 is hij sinds lange tijd weer op het podium te vinden. In een uitverkocht Betty Asfalt Complex te Amsterdam presenteert hij zijn theaterprogramma tien jaar later 'Andere Wegen'.

## Discografie

### Singles
| Single met eventuele hitnotering(en) in de Nederlandse Top 40 | Datum van verschijnen | Datum van binnenkomst | Hoogste positie | Aantal weken | Opmerkingen                 |
| ------------------------------------------------------------- | --------------------- | --------------------- | --------------- | ------------ | --------------------------- |
| Verliefdheid                                                  | 24-10-2008            | 24-01-2009            | Tip4            | -            | Nr. 1 in de Single Top 100  |
| Een kusje voor jou                                            | 2009                  | -                     |                 |              | Nr. 13 in de Single Top 100 |
| Ik ben Jordy van Loon                                         | 23-07-2010            | -                     |                 |              | Nr. 43 in de Single Top 100 |
| Het spel van Cupido                                           | 2011                  | -                     |                 |              | Nr. 41 in de Single Top 100 |
| Likken, lekker Likken                                         | 2012                  | -                     |                 |              |                             |